# Major League Soccer 1998
Major League Soccer 1998 byl 3. ročník soutěže Major League Soccer působící ve Spojených státech amerických. Základní část poprvé vyhrál tým Los Angeles Galaxy. V playoff zvítězil celek Chicago Fire a připsal si první titul v MLS. V dresu Chicaga sezonu odehrál i český obránce Luboš Kubík, který kromě titulu MLS vyhrál i ocenění pro nejlepšího obránce ligy a dostal se do nejlepší jedenáctky soutěže.

## Změny
Tým New York/New Jersey MetroStars zkrátil svůj název pouze na MetroStars. Do ligy vstoupily týmy Chicago Fire a Miami Fusion. Chicago vstoupilo do západní konference, Miami do východní, počet týmů v konferencích se tak zvýšil z pěti na šest, postupový klíč zůstal stejný, do playoff šly čtyři nejlepší týmy. Počet zápasů základní části zůstal na 32.

## Sezona
Sezona 1998 začala v březnu. Východní konferenci vyhrál tým D.C. United, západní konferenci tým Los Angeles Galaxy, který o deset bodů vyhrál MLS Supporters' Shield. Playoff začalo 30. září, vítězem východní konference se potřetí v řadě stal tým D.C. United. Západní konferenci ovládlo Chicago Fire s českým obráncem Lubošem Kubíkem v sestavě. Finále se odehrálo 25. října v kalifornské Pasadeně na stadionu Rose Bowl. Zápas byl rozhodnut už po prvním poločasu, góly Podbrożneho a Gutiérreze dostaly Chicago do vedení 2:0, které vydrželo až do konce. D.C. na zlatý hattrick nedosáhlo, první titul v MLS získalo Chicago Fire, které zažilo mimořádně úspěšnou inaugurační sezonu.

## Základní část

### Západní konference
| Poř. | Tým                 | Z  | V  | R | P  | VG | OG | B  |
| ---- | ------------------- | -- | -- | - | -- | -- | -- | -- |
| 1.   | Los Angeles Galaxy  | 32 | 22 | 2 | 8  | 85 | 44 | 68 |
| 2.   | Chicago Fire        | 32 | 18 | 2 | 12 | 62 | 45 | 56 |
| 3.   | Colorado Rapids     | 32 | 14 | 2 | 16 | 62 | 69 | 44 |
| 4.   | Dallas Burn         | 32 | 11 | 4 | 17 | 43 | 59 | 37 |
| 5.   | San Jose Clash      | 32 | 10 | 3 | 19 | 48 | 60 | 33 |
| 6.   | Kansas City Wizards | 32 | 10 | 2 | 20 | 45 | 50 | 32 |

|  | Postup do playoff |

### Východní konference
| Poř. | Tým                    | Z  | V  | R | P  | VG | OG | B  |
| ---- | ---------------------- | -- | -- | - | -- | -- | -- | -- |
| 1.   | D.C. United            | 32 | 17 | 7 | 8  | 74 | 48 | 58 |
| 2.   | Columbus Crew          | 32 | 15 | 0 | 17 | 67 | 56 | 45 |
| 3.   | MetroStars             | 32 | 12 | 3 | 17 | 54 | 63 | 39 |
| 4.   | Miami Fusion           | 32 | 10 | 5 | 17 | 46 | 68 | 35 |
| 5.   | Tampa Bay Mutiny       | 32 | 11 | 1 | 20 | 46 | 57 | 34 |
| 6.   | New England Revolution | 32 | 9  | 2 | 21 | 53 | 66 | 29 |

|  | Postup do playoff |

### Celkové pořadí
| Poř. | Tým                    | Z  | V  | R | P  | VG | OG | B  |
| ---- | ---------------------- | -- | -- | - | -- | -- | -- | -- |
| 1.   | Los Angeles Galaxy     | 32 | 22 | 2 | 8  | 85 | 44 | 68 |
| 2.   | D.C. United            | 32 | 17 | 7 | 8  | 74 | 48 | 58 |
| 3.   | Chicago Fire           | 32 | 18 | 2 | 12 | 62 | 45 | 56 |
| 4.   | Columbus Crew          | 32 | 15 | 0 | 17 | 67 | 56 | 45 |
| 5.   | Colorado Rapids        | 32 | 14 | 2 | 16 | 62 | 69 | 44 |
| 6.   | MetroStars             | 32 | 12 | 3 | 17 | 54 | 63 | 39 |
| 7.   | Dallas Burn            | 32 | 11 | 4 | 17 | 43 | 59 | 37 |
| 8.   | Miami Fusion           | 32 | 10 | 5 | 17 | 46 | 68 | 35 |
| 9.   | Tampa Bay Mutiny       | 32 | 11 | 1 | 20 | 46 | 57 | 34 |
| 10.  | San Jose Clash         | 32 | 10 | 3 | 19 | 48 | 60 | 33 |
| 11.  | Kansas City Wizards    | 32 | 10 | 2 | 20 | 45 | 50 | 32 |
| 12.  | New England Revolution | 32 | 9  | 2 | 21 | 53 | 66 | 29 |

|  | Postup do playoff |

## Playoff
Hráno na dva vítězné zápasy, finále pouze jeden zápas
|  | Čtvrtfinále         | Čtvrtfinále   |                    |             | Semifinále | Semifinále |  |  | Finále | Finále |
|  | Západní konference  |               |                    |             |            |            |  |  |        |        |
|  |                     |               |                    |             |            |            |  |  |        |        |
|  | Los Angeles Galaxy  | 6 \| 3        |                    |             |            |            |  |  |        |        |
|  | Los Angeles Galaxy  | 6 \| 3        |                    |             |            |            |  |  |        |        |
|  | Dallas Burn         | 1 \| 2        |                    |             |            |            |  |  |        |        |
|  | Dallas Burn         | 1 \| 2        | Los Angeles Galaxy | 0 \| 1      |            |            |  |  |        |        |
|  |                     |               | Los Angeles Galaxy | 0 \| 1      |            |            |  |  |        |        |
|  |                     | Chicago Fire  | 1 \| 1             |             |            |            |  |  |        |        |
|  | Chicago Fire        | Chicago Fire  | 1 \| 1             | 2 \| 1      |            |            |  |  |        |        |
|  | Chicago Fire        |               |                    | 2 \| 1      |            |            |  |  |        |        |
|  | Colorado Rapids     | 1 \| 0        |                    |             |            |            |  |  |        |        |
|  | Colorado Rapids     | 1 \| 0        | Chicago Fire       | 2           |            |            |  |  |        |        |
|  | Východní konference |               | Chicago Fire       | 2           |            |            |  |  |        |        |
|  |                     | D.C. United   | 0                  |             |            |            |  |  |        |        |
|  | D.C. United         | D.C. United   | 0                  | 2 \| 2      |            |            |  |  |        |        |
|  | D.C. United         |               |                    | 2 \| 2      |            |            |  |  |        |        |
|  | Miami Fusion        | 1 \| 0        |                    |             |            |            |  |  |        |        |
|  | Miami Fusion        | 1 \| 0        | D.C. United        | 2 \| 2 \| 3 |            |            |  |  |        |        |
|  |                     |               | D.C. United        | 2 \| 2 \| 3 |            |            |  |  |        |        |
|  |                     | Columbus Crew | 0 \| 4 \| 0        |             |            |            |  |  |        |        |
|  | Columbus Crew       | Columbus Crew | 0 \| 4 \| 0        | 5 \| 1      |            |            |  |  |        |        |
|  | Columbus Crew       |               |                    | 5 \| 1      |            |            |  |  |        |        |
|  | MetroStars          | 3 \| 1        |                    |             |            |            |  |  |        |        |
|  | MetroStars          | 3 \| 1        |                    |             |            |            |  |  |        |        |

### Finále
| 25. října 1998                          |     |             |                                                                      |
| Chicago Fire                            | 2:0 | D.C. United | Rose Bowl, Pasadena, Kalifornie diváci: 51 350 rozhodčí: Kevin Terry |
| Jerzy Podbrożny 29' Diego Gutiérrez 45' |     |             | Rose Bowl, Pasadena, Kalifornie diváci: 51 350 rozhodčí: Kevin Terry |

| Chicago Fire | D.C. United |

| GK          | 18 | Zach Thornton   |     |     |
| RB          | 2  | C.J. Brown      |     |     |
| CB          | 5  | Luboš Kubík     |     |     |
| CB          | 20 | Francis Okaroh  |     |     |
| LB          | 8  | Diego Gutiérrez | 50' |     |
| RM          | 14 | Chris Armas     |     |     |
| CM          | 15 | Jesse Marsch    | 60' |     |
| CM          | 9  | Jerzy Podbrożny |     |     |
| LM          | 10 | Piotr Nowak (C) | 85' |     |
| CF          | 11 | Roman Kosecki   | 56' |     |
| CF          | 12 | Ante Razov      | 31' | 74' |
| Náhradníci: |    |                 |     |     |
| FW          | 41 | Frank Klopas    | 56' |     |
| MF          | 6  | Tom Soehn       | 74' |     |
| FW          | 16 | Josh Wolff      | 85' |     |
| Trenér:     |    |                 |     |     |
| Bob Bradley |    |                 |     |     |

| GK          | 22 | Tom Presthus         |     |     |
| RB          | 20 | Tony Sanneh          | 25' | 70' |
| CB          | 23 | Eddie Pope           |     |     |
| CB          | 18 | Carlos Llamosa       | 81' |     |
| LB          | 12 | Jeff Agoos           |     |     |
| RM          | 14 | Ben Olsen            |     |     |
| DM          | 16 | Richie Williams      |     |     |
| AM          | 10 | Marco Etcheverry (C) | 33' |     |
| LM          | 6  | John Harkes          |     |     |
| CF          | 15 | Roy Lassiter         |     |     |
| CF          | 9  | Jaime Moreno         |     |     |
| Náhradníci: |    |                      |     |     |
| DF          | 7  | A.J. Wood            | 70' |     |
| DF          | 19 | Mike Slivinski       | 81' |     |
| Trenér:     |    |                      |     |     |
| Bruce Arena |    |                      |     |     |

#### Vítěz
| Major League Soccer 1998 Chicago Fire 1. titul B: Campos, Thornton O: Brown, Gutiérrez, Kubík, Okaroh, Soehn Z: Armas, Marsch, Nowak Ú: Klopas, Kosecki, Podbrożny, Razov, Wolff Trenér: Bob Bradley |

## MLS All-Star Game 1998
| 2. srpna 1998                                                                            |     |                     |                                                                       |
| MLS USA All-Stars                                                                        | 6:1 | MLS World All-Stars | Citrus Bowl, Orlando, Florida diváci: 34 416 rozhodčí: Esse Baharmast |
| Tab Ramos 5' Alexi Lalas 15' Brian McBride 16' Preki 40' Roy Lassiter 78' Cobi Jones 83' |     | 89' Mauricio Ramos  | Citrus Bowl, Orlando, Florida diváci: 34 416 rozhodčí: Esse Baharmast |

| GK          | 1  | Tony Meola     |  | 46' |     |
| DF          | 17 | Marcelo Balboa |  | 46' |     |
| DF          | 22 | Alexi Lalas    |  | 46' |     |
| DF          | 23 | Eddie Pope     |  |     |     |
| MF          | 13 | Cobi Jones     |  | 46' | 69' |
| MF          | 5  | Thomas Dooley  |  | 46' |     |
| MF          | 10 | Tab Ramos      |  | 46' |     |
| MF          | 6  | John Harkes    |  | 69' |     |
| MF          | 2  | Frankie Hejduk |  | 46' |     |
| FW          | 20 | Brian McBride  |  | 46' |     |
| FW          | 11 | Preki          |  | 46' |     |
| Náhradníci: |    |                |  |     |     |
| GK          | 18 | Zach Thornton  |  | 46' |     |
| DF          | 12 | Jeff Agoos     |  | 46' |     |
| DF          | 8  | Robin Fraser   |  | 46' |     |
| DF          | 4  | Mike Burns     |  | 46' |     |
| MF          | 21 | Ross Paule     |  | 46' |     |
| MF          | 14 | Chris Armas    |  | 46' |     |
| MF          | 16 | Ben Olsen      |  | 46' |     |
| FW          | 9  | Paul Bravo     |  | 46' |     |
| FW          | 15 | Roy Lassiter   |  | 46' |     |
| Trenér:     |    |                |  |     |     |
| Bruce Arena |    |                |  |     |     |

| GK             | 1  | Jorge Campos        |  | 46' | 69' |
| DF             | 5  | Geoff Aunger        |  | 46' | 75' |
| DF             | 3  | Jan Eriksson        |  | 46' |     |
| DF             | 4  | Diego Soñora        |  | 46' |     |
| MF             | 15 | Luboš Kubík         |  | 46' |     |
| MF             | 11 | Adrián Paz          |  | 46' |     |
| MF             | 12 | Mauricio Cienfuegos |  | 46' |     |
| MF             | 8  | Carlos Valderrama   |  | 75' |     |
| MF             | 10 | Marco Etcheverry    |  | 46' |     |
| FW             | 21 | Raúl Díaz Arce      |  | 46' |     |
| FW             | 9  | Jaime Moreno        |  | 69' |     |
| Náhradníci:    |    |                     |  |     |     |
| GK             | 22 | Thomas Ravelli      |  | 46' |     |
| DF             | 2  | Richard Gough       |  | 46' |     |
| DF             | 20 | Uche Okafor         |  | 46' |     |
| MF             | 18 | Martin Machon       |  | 46' |     |
| MF             | 7  | Leonel Álvarez      |  | 46' |     |
| MF             | 17 | Mauricio Ramos      |  | 46' |     |
| FW             | 6  | Mo Johnston         |  | 46' |     |
| FW             | 19 | Wélton              |  | 46' |     |
| FW             | 16 | Stern John          |  | 46' |     |
| Trenér:        |    |                     |  |     |     |
| neznámá vlajka |    |                     |  |     |     |

## Ocenění

### Hráč týdne
| #  |                   | Hráč              | Klub                |
| -- | ----------------- | ----------------- | ------------------- |
| 1  | USA               | Cobi Jones        | Los Angeles Galaxy  |
| 2  | USA               | Cobi Jones        | Los Angeles Galaxy  |
| 3  | USA               | Frank Klopas      | Chicago Fire        |
| 4  | USA               | Jason Farrell     | Columbus Crew       |
| 5  | Trinidad a Tobago | Stern John        | Columbus Crew       |
| 6  | USA               | Paul Bravo        | Colorado Rapids     |
| 7  | USA               | Tony Meola        | MetroStars          |
| 8  | USA               | Cobi Jones        | Los Angeles Galaxy  |
| 9  | Zimbabwe          | Vitalis Takawira  | Kansas City Wizards |
| 10 | Polsko            | Piotr Nowak       | Chicago Fire        |
| 11 | Trinidad a Tobago | Stern John        | Columbus Crew       |
| 12 | Polsko            | Jerzy Podbrożny   | Chicago Fire        |
| 13 | USA               | Zach Thornton     | Chicago Fire        |
| 14 | Polsko            | Roman Kosecki     | Chicago Fire        |
| 15 | Česko             | Luboš Kubík       | Chicago Fire        |
| 16 | USA               | John Harkes       | D.C. United         |
| 17 | USA               | Roy Lassiter      | D.C. United         |
| 18 | Bolívie           | Marco Etcheverry  | D.C. United         |
| 19 | USA               | Cobi Jones        | Los Angeles Galaxy  |
| 20 | Trinidad a Tobago | Stern John        | Columbus Crew       |
| 21 | USA               | Cobi Jones        | Los Angeles Galaxy  |
| 22 | Kolumbie          | Diego Serna       | Miami Fusion        |
| 23 | Mexiko            | Carlos Hermosillo | Los Angeles Galaxy  |
| 24 | USA               | Josh Wolff        | Chicago Fire        |
| 25 | Kolumbie          | Diego Serna       | Miami Fusion        |

### Hráč měsíce
| #        |                   | Hráč           | Klub               |
| -------- | ----------------- | -------------- | ------------------ |
| březen   | USA               | Cobi Jones     | Los Angeles Galaxy |
| duben    | USA               | Juergen Sommer | Columbus Crew      |
| květen   | Polsko            | Piotr Nowak    | Chicago Fire       |
| červen   | USA               | Ross Paule     | Colorado Rapids    |
| červenec | USA               | Roy Lassiter   | D.C. United        |
| srpen    | Trinidad a Tobago | Stern John     | Columbus Crew      |
| září     | Kolumbie          | Diego Serna    | Miami Fusion       |

### Nejlepší hráči
- Nejlepší hráč:  Marco Etcheverry (D.C. United)
- Nejproduktivnější hráč:  Stern John (Columbus Crew)
- Obránce roku:  Luboš Kubík (Chicago Fire)
- Brankář roku:  Zach Thornton (Chicago Fire)
- Nováček roku:  Ben Olsen (D.C. United)
- Trenér roku:  Bob Bradley (Chicago Fire)
- Gól roku:  Brian McBride (Columbus Crew)
- Cena Fair Play:  Thomas Dooley (Columbus Crew)

#### MLS Best XI 1998
| Brankář                      | Obránci | Záložníci | Útočníci                                                   |
| ---------------------------- | --- | --- | ---------------------------------------------------------- |
| Zach Thornton (Chicago Fire) | Thomas Dooley (Columbus Crew) Robin Fraser (Los Angeles Galaxy) Luboš Kubík (Chicago Fire) Eddie Pope (D.C. United) | Chris Armas (Chicago Fire) Mauricio Cienfuegos (Los Angeles Galaxy) Marco Etcheverry (D.C. United) Piotr Nowak (Chicago Fire) | Stern John (Columbus Crew) Cobi Jones (Los Angeles Galaxy) |